# Ranczo
 (avril 2011).
Si vous disposez d'ouvrages ou d'articles de référence ou si vous connaissez des sites web de qualité traitant du thème abordé ici, merci de compléter l'article en donnant les références utiles à sa vérifiabilité et en les liant à la section « Notes et références ».
Ranczo (qui signifie ranch en français), est une série télévisée de comédie polonaise, créée par Wojciech Adamczyk et diffusée du 5 mars 2006 au 27 novembre 2016 sur TVP 1.
Cette série est inédite dans les pays francophones.

## Synopsis
Cette série suit l'histoire de Lucy Wilska, une Américaine d'origine polonaise récemment divorcée qui a hérité la chaumière de sa grand-mère dans la petite localité fictive de Wilkowyje (pl). Elle arrive dans l'intention de vendre la maison, mais, après avoir vu le charme du village, elle décide de rester. Au fur et à mesure du déroulement des épisodes, elle s'y marie et se lance dans la politique locale.

## Distribution
| Acteur                | Rôle                                  |
| --------------------- | ------------------------------------- |
| Ilona Ostrowska       | Lucy Wilska                           |
| Cezary Żak            | Piotr Kozioł, curé                    |
| Cezary Żak            | Paweł Kozioł, maire, puis sénateur    |
| Violetta Arlak        | Halina Kozioł                         |
| Paweł Królikowski     | Jakub "Kusy"                          |
| Bartosz Kasprzykowski | Robert, vicaire                       |
| Jacek Kawalec         | Tomasz Witebski                       |
| Marta Chodorowska     | Klaudia Kozioł                        |
| Bogdan Kalus          | Tadeusz Hadziuk                       |
| Dorota Nowakowska     | Celina Hadziuk                        |
| Piotr Pręgowski       | Patryk Pietrek                        |
| Leon Niemczyk         | Jan Japycz                            |
| Franciszek Pieczka    | Stanisław "Stach" Japycz              |
| Sylwester Maciejewski | Maciej Solejuk                        |
| Katarzyna Żak         | Kazimiera Solejuk                     |
| Marta Lipińska        | Michałowa, servante du presbytère     |
| Grzegorz Wons         | Andrzej Więcławski                    |
| Dorota Chotecka       | Krystyna Więcławska                   |
| Sylwia Gliwa          | Weronika (Werka) Więcławska           |
| Artur Barciś          | Arkadiusz Czerepach                   |
| Piotr Ligienza        | Fabian Duda                           |
| Magdalena Kuta        | Leokadia Paciorek                     |
| Wojciech Wysocki      | Docteur Mieczysław Wezół              |
| Beata Olga Kowalska   | Dorota Wezół                          |
| Arkadiusz Nader       | Stasiek, policier                     |
| Marcin Kwaśny         | Mroczek                               |
| Magdalena Waligórska  | Violetka                              |
| Ewa Kuryło            | La directrice de l'école              |
| Elżbieta Romanowska   | Jola                                  |
| Grażyna Zielińska     | Babka                                 |
| Kim Nam Kyun          | Kao Tao                               |
| Jędrzej Cempura       | Marianek Solejuk                      |
| Maciej Cempura        | Szymek Solejuk                        |
| Eugenia Herman        | La tante du curé et du maire/sénateur |
| Wiktor Zborowski      | l'évêque                              |

## Production

### Lieu
Ranczo est situé dans la commune imaginaire de Wilkowyje, située à proximité de Radzyń Podlaski. Le spectacle est filmé principalement à Jeruzal, avec des scènes de l'extérieur de la prise de vue à la maison à un chalet situé dans Sokule.

### Saisons
La série a eu dix saisons (2006-2016),.

### Production
Ranczo est produit par le Studio A (pl), une société du groupe ATM,.

### Accueil
Ranczo a reçu le Prix Telekamery de la "meilleure série comique" en 2009 et le Prix Super Telekamery.

## Liste des épisodes

### Panorama des saisons
| Saison | Saison | Episodes | Diffusé à l'origine   | Diffusé à l'origine |
| Saison | Saison | Episodes | Première de la saison | Finale de la saison |
| ------ | ------ | -------- | --------------------- | ------------------- |
|        | 1      | 13       | 5 mars 2006           | 21 mai 2006         |
|        | 2      | 13       | 18 mars 2007          | 17 juin 2007        |
|        | Film   | Film     | 26 décembre 2007      | 26 décembre 2007    |
|        | 3      | 13       | 9 mars 2008           | 1er juin 2008       |
|        | 4      | 13       | 1er mars 2009         | 24 mai 2009         |
|        | 5      | 13       | 6 mars 2011           | 5 juin 2011         |
|        | 6      | 13       | 4 mars 2012           | 27 mai 2012         |
|        | 7      | 13       | 3 mars 2013           | 26 mai 2013         |
|        | 8      | 13       | 2 mars 2014           | 25 mai 2014         |
|        | 9      | 13       | 8 mars 2015           | 7 juin 2015         |
|        | 10     | 13       | 4 septembre 2016      | 27 novembre 2016    |

### Saison 1 (printemps2006)
1. Spadek
2. Goście z zaświatów
3. Ksiądz z inicjatywą
4. Orzeźwienie
5. Wieść gminna
6. Racja gminy
7. Podwójny agent
8. Kozy ofiarne
9. Odwyk i antykoncepcja
10. Porwanie
11. Wspólny wróg
12. Honor gminy
13. Wielkie wybory

### Saison 2 (printemps2007)
1. Sztuka i władza
2. Gmina to ja
3. Lokalna rewolucja
4. Honor parafii
5. Europejski kandydat
6. Rozwód z miłości
7. Diabelskie porachunki
8. Jesienna burza
9. Diler pierogów
10. Do dobrego lepiej przymusić
11. Siła władzy
12. Plan awaryjny
13. Zgoda po polsku

### Saison 3 (printemps2008)
1. Płomień duży i mały
2. Powrót demona
3. W kleszczach terroryzmu
4. Fakt prasowy
5. Radio interaktywne
6. Wielkie odkrycie
7. Sprawca
8. Nowa siła
9. Upadek obyczajów
10. Miedź brzęcząca
11. Zrozumieć kobietę
12. Złoty deszcz
13. Szczęśliwe rozwiązanie

### Saison 4 (printemps2009)
1. Szok poporodowy
2. Sztormy emocjonalne
3. Śluby i rozstania
4. Agent
5. Polityka i czary
6. Wymiana międzypokoleniowa
7. Dzieci śmieci
8. W samo południe
9. Bohaterski strajk
10. Debata
11. Kontratak
12. Fałszerze uczuć
13. Zemsta i wybaczenie

### Saison 5 (printemps2011)
1. Msza obywatelska
2. Czysty biznes
3. Wielki powrót
4. Amerykańska baza
5. Człowiek z Rio
6. Obcy krajowcy
7. Doktor Wezół
8. Włoski rozłącznik
9. Honor i zęby trzonowe
10. Przymus rekreacji
11. Przewroty kopernikańskie
12. Nad Solejuków i Wargaczów domem
13. Pakt z czartem

### Saison 6 (printemps2012)
1. Szlifierze diamentów
2. Kozi róg
3. Narracja negacji
4. Wiatr w żaglach
5. Seks nocy letniej
6. Dzieci rewolucji
7. Przeciek kontrolowany
8. Świadek koronny
9. Sztuka translacji
10. Kontrrewolucja
11. Tchnienie Las Vegas
12. Przywódce
13. Poród amatorski

### Saison 7 (printemps2013)
1. Wielbicielka z Warszawy
2. Potęga immunitetu
3. Podróż w czasie
4. Tchnienie antyklerykalizmu
5. Model życia artysty
6. Słowo senatora
7. Pojedynek czarownic
8. Droga na szczyt
9. Ciężka ręka prawa
10. Koniec świata w Wilkowyjach
11. Czas konspiry
12. Trudne powroty
13. Droga przez stos

### Saison 8 (printemps2014)
1. Radio Mamrot
2. Wykapany Ojciec
3. Wybacz mnie
4. Czysta karta
5. Obywatelskie obowiązki
6. Nowatorska terapia
7. Zbrodnia to niesłychana, pani zabija pana
8. Los pogorzelca
9. W blasku fleszy
10. Grecy i Bułgarzy
11. Jedźmy, nikt nie woła
12. Nie rzucaj ziemi, skąd twój ród
13. Wielkie otwarcie

### Saison 9 (printemps2015)
1. épisode 105 - Nowe wyzwania
2. épisode 106 - Bardzo krótkie kariery
3. épisode 107 - W szponach zdrowia
4. épisode 108 - Gambit geniusza
5. épisode 109 - Potęga mediów
6. épisode 110 - Boska cząstka
7. épisode 111 - Istotny dysonans
8. épisode 112 - Demony Kusego
9. épisode 113 - Konie trojańskie
10. épisode 114 - Zamrożony kapitał
11. épisode 115 - Brzytwa dla tonącego
12. épisode 116 - Grzechy miłości
13. épisode 117 - Złoty róg

### Saison 10 (automne2016)
1. épisode 118 - Kto tu rządzi
2. épisode 119 - Partyzancka dola
3. épisode 120 - Próba ognia
4. épisode 121 – Geny nie kłamią
5. épisode 122 – Wszystko jest teatrem
6. épisode 123 – Depresja Biskupa
7. épisode 124 – Wet za wet
8. épisode 125 – Polityczny zombie
9. épisode 126 – Edukacyjne dylematy
10. épisode 127 – Dominator
11. épisode 128 – Klauzula sumienia
12. épisode 129 – Ochotnicza straż kobiet
13. épisode 130 - Cuda, cuda ogłaszają